# Клесов (село)
Клесов (укр. Клесів) — село, принадлежит Клесовскому поселковому совету Сарненского района Ровненской области Украины.
Население по переписи 2001 года составляло 1492 человека. Почтовый индекс — 34550. Телефонный код — 3655. Код КОАТУУ — 5625455401.

## Местный совет
34550, Ровненская обл., Сарненский р-н, пгт Клесов, ул. Ленина, 10.